# Hazel Leach
Hazel Leach (* 1956 in Whitley Bay) ist eine britische Jazzmusikerin und Komponistin.

## Wirken
Nach einer Schulausbildung studierte sie bis 1977 in Newcastle upon Tyne Musik (Saxophon und Flöte). Sie arbeitete dann in der Ivy Benson Big Band und in anderen Ensembles. Von 1979 bis 1984 vertiefte sie ihre Ausbildung in Leeuwarden, um dann am Konservatorium von Arnheim als Dozentin im Jazzbereich zu arbeiten. 1992 gründete sie das United Women’s Orchestra, das sie bis zur Auflösung 2009 gemeinsam mit Christina Fuchs leitete, und für das sie eigene Kompositionen verfasste (3 CDs). Zudem arbeitet sie  seit 2005 mit dem Seattle Women's Jazz Orchestra, seit 2010 mit dem Composers’ Orchestra Berlin. Die Internationale Bauausstellung Lausitz beauftragte sie mit Das Geheimnis von Schlabendorf einer zeitgenössischen Dorfmusik im Rahmen des „Paradies 2“, das 2011 den BKM-Preis Kulturelle Bildung erhielt.
Seit 1979 lebt sie in den Niederlanden. Seit 1997 schreibt sie auch Vokal- und Chorwerke.

## Preise und Auszeichnungen
Mehrere Kompositionen von Leach wurden auf internationalen Wettbewerben ausgezeichnet: „À la Mode“ wurde 1998 im sardischen Kompositionswettbewerb „Scrivere in Jazz“ als Menzione Speciale hervorgehoben und „Cerasarda“ erhielt den ersten Preis bei Scrivere in Jazz 2000. „Mabel’s Birthday“ war Preisträger des Julius Hemphill Awards 2000. 2002 lud sie MusicOmi als Composer in Residence nach New York City ein.

## Diskographische Hinweise
- Songs from the Edge (JazzHausMusik 2012, mit Simin Tander, Tessa Zoutendijk, Esmée Olthuis, Laia Genc)
- Composers’ Orchestra Berlin: Free Range Music (JazzHausMusik 2014)
- Composers’ Orchestra Berlin: Postcard Collection (JazzHausMusik 2018)
- Hazel Leach & Composers’ Orchestra Berlin: Plays the Music of Dirk Strakhof: Vanishing Points (JazzHausMusik 2020)[1]